# Våmhus församling
Våmhus församling var en församling i Västerås stift och i Mora kommun i Dalarnas län. Församlingen uppgick 2010 i Mora församling. 

## Administrativ historik
Församlingen bildades 1636 genom en utbrytning ur Mora församling för att därefter till 1 maj 1868 ingå i pastorat med Mora församling som moderförsamling och där även Solleröns församling ingick en tid före 1775. Från 1868 till 1989 utgjorde församlingen ett eget pastorat för att därefter vara annexförsamling i pastoratet Mora, Våmhus och Venjan som från 2006 även omfattade Solleröns församling. Församlingen uppgick 2010 i Mora församling.

## Organister
Lista över organister i Våmhus församling.
| Verksam   | Namn                            | Levnadstid |
| --------- | ------------------------------- | ---------- |
| 1870-1898 | Erik Hedlund                    | 1840-1898  |
| 1898-1904 | Anders Alecandersson Gullstrand | 1870-      |
| 1904-1906 | Karl Henrik Lundmark            | 1869-      |
| 1907-1909 | Karl Johan Arvid Jakob Uddman   | 1882-      |
| 1909-1913 | John Eriksson                   | 1883-      |
| 1914-1921 | Sven Andersson                  | 1891-      |
| 1922-1957 | Nils Anshelm Holmström          | 1896-      |

## Kyrkobyggnader
- Våmhus kyrka